# 汤河站
汤河站位于辽宁省凤城市边门镇汤河村，为沈丹铁路上的一个火车站。
距离沈阳站238公里，丹东站39公里，隶属沈阳铁路局管辖。现为乘降所。